# Esther Vidal Ferrer
Esther Vidal Ferrer   (Palma, 1971) és una empresària mallorquina. És la directora comercial i de màrqueting d'Autovidal, una empresa del sector de l'automòbil.
Va estudiar Educació Física a Barcelona i va començar treballant en la gestió d'un complex esportiu. Va competir esportivament en vela. Forma part de la quarta generació de l'empresa familiar, i des del 2012 forma part del negoci familiar. Del 2015 al 2019 va estudiar a l'IE Business School. Del 2018 al 2024 va presidir l'Associació Balear de l'Empresa Familiar.
El 2025 fou escollida com una de les 50 dones més influents de les Illes Balears per la revista Forbes.